# Ilex kiangsiensis
Ilex kiangsiensis là một loài thực vật có hoa trong họ Aquifoliaceae. Loài này được (S.Y. Hu) C.J. Tseng & B.W. Liu mô tả khoa học đầu tiên năm 1981.